# Wang Yang
Wang Yang (chinês simplificado: 汪洋, pinyin: Wāng Yáng; Suzhou, 12 de março de 1955) é um político chinês aposentado. Foi membro do Comitê Permanente do Politburo do Partido Comunista da China e presidente da Conferência Consultiva Política do Povo Chinês. Wang foi um dos quatro vice-primeiros-ministros da China no governo do primeiro-ministro Li Keqiang, de 2013 a 2018. Até dezembro de 2012, ele foi secretário do Partido Comunista da China de Guangdong; o gabinete mais elevado da província do sul da China. Serviu como secretário do partido de Chongqing, um município do interior, de 2005 a 2007. Wang também passou a ocupar um assento no Politburo do Partido Comunista da China a partir de 2007. Wang é visto como um dos principais reformistas na liderança da China, e é frequentemente creditado como o pioneiro do modelo de Cantão, um tipo desenvolvimento caracterizado pela ênfase na iniciativa privada, crescimento econômico e um protagonismo maior para a sociedade civil. Ele é amplamente considerado um dos membros mais 'liberais' da elite chinesa, sendo um defensor de reformas econômicas e políticas.

## Vida
Wang nasceu em Suzhou, Anhui, em uma família comum da classe trabalhadora urbana. Seu pai fazia trabalhos manuais. Entre 1972 e 1976, trabalhou em uma fábrica de processamento de alimentos até ser promovido a supervisor. Ele se juntou ao Partido Comunista da China em 1975. Posteriormente, ingressou na Escola do Partido local como instrutor, antes de começar a estudar economia política na Escola Central do Partido no início das reformas econômicas de Deng Xiaoping em 1979. Retornou à sua cidade natal como instrutor de política do partido antes de ingressar na organização da Liga da Juventude Comunista local - onde ascenderia à organização provincial em 1984. Ele então passou a trabalhar como vice-diretor e Diretor do Departamento de Esportes Provinciais de Anhui até 1988.
Seu primeiro mandato na administração civil foi em Tongling, Anhui, a partir de 1988. Ele atuaria na administração municipal como vice-secretário do partido, prefeito em exercício e prefeito, ao mesmo tempo em que tentava obter um diploma em Administração Política na Escola Central do Partido. Ele ascenderia até se tornar assistente do governador provincial no ano seguinte e ser promovido a vice-governador de Anhui entre 1993 e 1998. Foi finalmente enviado para trabalhar no governo central como vice-chefe da Comissão Nacional de Desenvolvimento e Reforma, e depois como vice-secretário geral do Conselho de Estado entre 2003 e 2005, encarregado do trabalho administrativo diário do Secretaria Geral do Conselho de Estado.

## Chongqing
Wang serviu como secretário do Comitê do Partido em Chongqing, um município do interior oeste da China, de 2005 a 2007. O histórico de Wang em Chongqing fez com que ele ganhasse atenção nacional, principalmente por seu trabalho de elevar uma região geograficamente remota e relativamente subdesenvolvida para o cenário internacional. Em Chongqing, Wang recebeu elogios pela forma com que lidou com um caso complicado de demolição urbana. Também foi o pioneiro das reformas midiáticas no município. Desde 1º de janeiro de 2007, a mídia de Chongqing deixou de dar prioridade às atividades dos líderes municipais nas notícias diárias, concentrando-se em histórias sobre pessoas comuns, o que resultou em um aumento da cobertura sobre agricultura, vida rural e trabalhadores rurais migrantes.
Em 2007, Wang foi sucedido como secretário do partido de Chongqing por Bo Xilai. Depois de tomar o lugar de Wang, Bo orquestrou uma ampla campanha contra alegados gangsters locais. Observadores políticos notaram que os esforços de "combate ao crime" de Bo implicitamente criticavam Wang Yang, uma vez que Wang podia ser criticado por ter tolerado a corrupção da polícia e do judiciário local pela "máfia", e também por ter tolerado o crime organizado em geral. Bo Xilai foi posteriormente preso por diversas acusações e condenado à prisão perpétua; a avaliação oficial de sua campanha de "combate ao crime" reconhece que ela englobava graves violações dos direitos civis, com quase mil pessoas enviadas a campos de trabalho e servindo em grande medida como uma ferramenta para Bo Xilai consolidar o poder e assumir o controle dos recursos econômicos.

## Carreira em Cantão
Como parte de uma remodelação de lideranças regionais em todo o partido, Wang Yang foi designado para se tornar Secretario do Comitê do Partido de Cantão após o 17º Congresso do Partido. Ele assumiu o cargo formalmente em novembro de 2007. Como o posto era considerado um dos gabinetes de liderança mais importantes da China, ele também passou a assumir um assento no Politburo do Partido Comunista da China, o segundo maior conselho do país. A entrada de Wang no Politburo surpreendeu alguns observadores, já que, antes de 2007, ele nem sequer era membro pleno do Comitê Central, um órgão maior composto por cerca de 200 membros, formado principalmente por funcionários de nível provincial e ministerial do partido.
Em Cantão, Wang se tornou um reformista cada vez mais ousado. Ele foi fundamental para impulsionar o desenvolvimento da província, já conhecido como um "terreno fértil de reformas" da China, abrangendo liberdades econômicas e políticas ainda maiores. Além disso, Wang buscou diversificar a economia da província e tornar Shenzhen um centro de inovação para a nova economia chinesa. O estilo de liderança peculiar de Wang o diferencia dos demais administradores provinciais, já que estes geralmente seguem a linha oficial do partido sem grandes inovações. Ele foi frequentemente comparado a Bo Xilai pelos observadores políticos, já que Wang e Bo eram vistos como estrelas em ascensão da política chinesa e que disputavam cargos. Ambos possuíam gabinetes regionais importantes que foram usados como "laboratórios" para experimentos políticos que poderiam ser implementados nacionalmente.
Em meio à crise financeira global de 2008, Cantão enfrentou uma onda maciça de falências de pequenas e médias empresas (PMEs). Em resposta, Wang afirmou que seu governo não interviria para evitar tais falências. Ele observou que as PMEs não rentáveis "não são produtivas e eventualmente serão eliminadas pelo mercado". Após uma visita ao Delta do Rio das Pérolas pelo primeiro-ministro Wen Jiabao, que era a favor da proteção das pequenas e médias empresas para prevenir o desemprego, o governo de Cantão, liderado por Wang, mostrou resistência às diretrizes do governo central, que exigiam uma maior intervenção do Estado.
Em 2009, Wang tentou restabelecer o feriado de uma semana do Dia de Maio em Cantão. O feriado havia sido removido do calendário pelas autoridades centrais alguns anos antes. No entanto, a decisão foi posteriormente revertida pelo governo central.
Wang recebeu elogios internacionais pela forma como lidou com os protestos de Wukan em 2011. Wukan é uma vila de pescadores sob a jurisdição da cidade de Shanwei; milhares de moradores se levantaram em protesto contra o que eles consideraram como compensação insuficiente para os residentes locais durante a venda de terras pelos oficiais. Sob a liderança de Wang, o governo provincial ofereceu concessões para os aldeões que protestavam e realizou eleições locais para eleger um novo chefe de aldeia.
Durante seu mandato em Cantão, Wang também se tornou um crítico aberto da corrupção e do nepotismo, o que supostamente o colocou em desacordo com a família do falecido general Ye Jianying. A família de Ye tinha amplos interesses políticos e econômicos em Cantão e manteve grande influência entre as elites políticas do país, particularmente entre os descendentes dos primeiros revolucionários comunistas, mais conhecidos como "Príncipes do Partido". Como resultado, os detratores de Wang o consideravam "politicamente inconfiável", sugerindo que Wang demonstrara demasiada ousadia na superação do status quo, sob o qual a maioria dos Príncipes do Partido haviam se beneficiado imensamente. Wang foi amplamente elogiado pela liderança do 18º Congresso Nacional do Partido Comunista da China como sendo uma estrela em ascensão, estabelecendo sua então provável ascensão para o Comitê Permanente do Politburoem 2012. Entretanto, foi dito que as más relações de Wang com a família Ye reduziram suas chances de ingressar no Comitê. Em última análise, o 18º Comitê Permanente foi dominado por pessoas descritas como Príncipes do Partido.

## Governo central

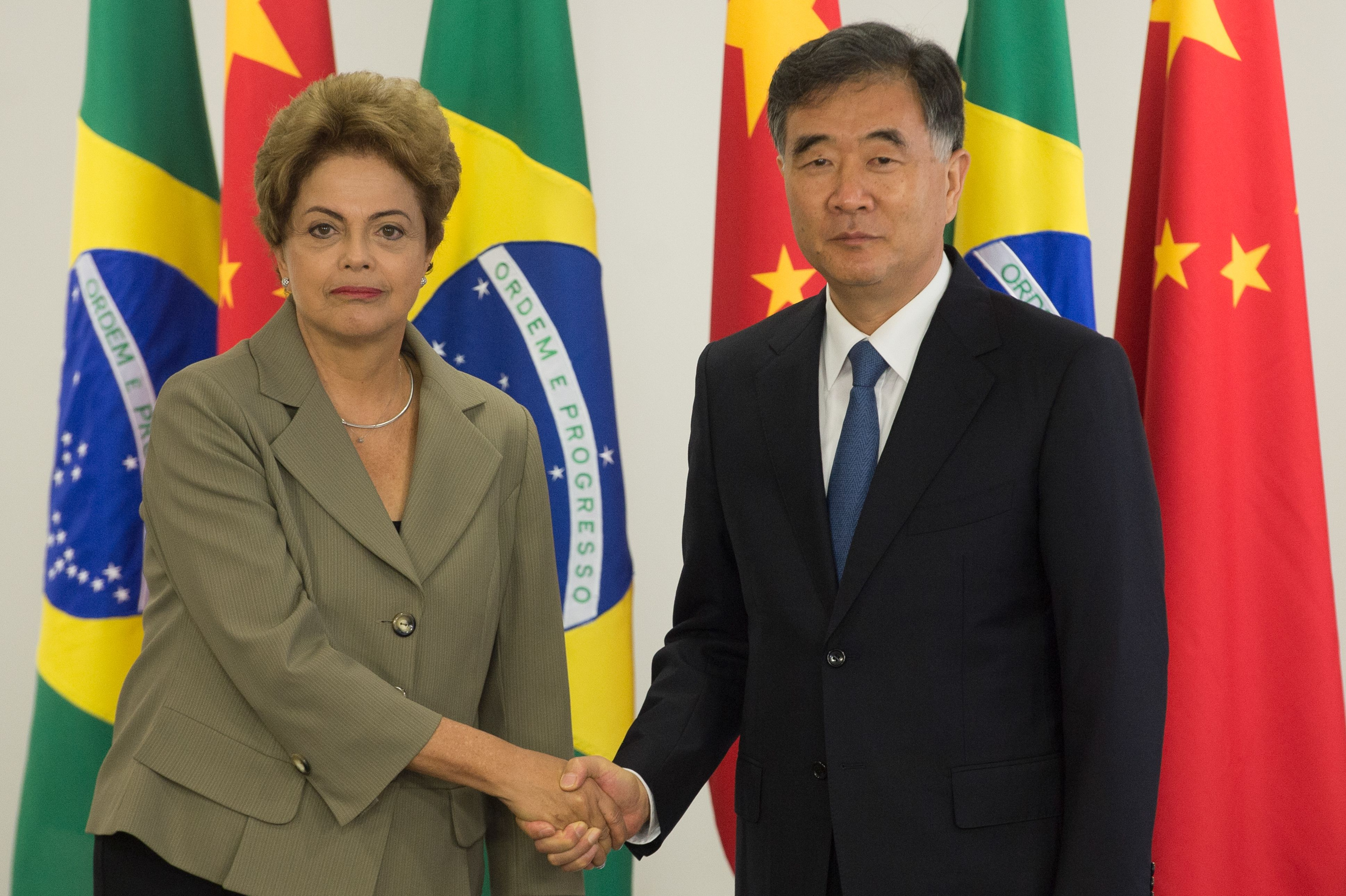
Wang Yang sendo recebido pela então presidenta Dilma Rousseff durante visita realizada ao Brasil em 2015.

Embora Wang não tenha chegado ao auge da vida política chinesa, como previsto antecipadamente por alguns observadores, ele foi capaz de "renovar" sua filiação ao Politburo por mais um mandato de cinco anos no 18º Congresso do Partido. Posteriormente, ele deixou seu posto de liderança em Cantão, sucedido por outro astro político em ascensão, Hu Chunhua. Em março de 2013, Wang Yang foi promovido a vice-premier do governo Li Keqiang no Congresso Nacional do Povo de 2013, supervisionando as pastas de agricultura, gestão de recursos hídricos, comércio, turismo e redução da pobreza.
Em sua condição de vice-premier, Wang frequentemente se reunia com dignitários internacionais e acompanhava Xi Jinping ou Li Keqiang em viagens ao exterior. No entanto, suas periódicas exibições de pontos de vista políticos arrojados parecem ter ficado para o segundo plano à medida em que o novo grupo de líderes do partido gradualmente se uniu em torno da ideologia de Xi Jinping. Após o 4ª Sessão Plenária do 18º Comitê Central, realizada em outubro de 2014, Wang publicou um artigo no Diário do Povo onde elogiava as reformas legais discutidas na plenária e afirmava que a China aprenderia com sua própria cultura e experiência e nunca iria "copiar modelos ou filosofias de outros países" no que diz respeito a uma reforma legal.
Wang assumiu vários papéis importantes na direção de comitês de coordenação de políticas ad hoc, conhecidos como Grupos de Orientação Centrais. Ele é, desde 2013, o líder do Grupo de Orientação em Propriedade Intelectual e Produtos Falsificados,  líder do Grupo de Orientação do Conselho Estadual de Redução da Pobreza e vice-líder da Comissão de Segurança Alimentar. Ele também foi nomeado em 2014 como vice-líder do Grupo de Orientação para o Avanço do Desenvolvimento do Cinturão e Rota, e líder do Grupo de Orientação em Redução da Pobreza. Wang era considerado um forte candidato para ingressar no Comitê Permanente do Politburo do Partido Comunista da China no 19º Congresso do Partido em 2017, e de fato ingressou no comitê na 1ª Sessão Plenária, em 25 de outubro.

## Posições políticas e imagem pública
Wang é frequentemente apontado como um líder liberal na elite governante da China, representando uma escola de pensamento que defende um papel maior do livre mercado, uma liberalização política gradual e um governo que está mais em contato com as necessidades das pessoas comuns. Embora tenha sido geralmente ousado em desafiar a ortodoxia partidária em comparação com seus pares, os analistas sugerem que é improvável que ele desafie diretamente a linha partidária.
Wang também é visto como um defensor de soluções baseadas no mercado para o desenvolvimento econômico. Se o crescimento econômico fosse análogo ao assar um bolo, Wang disse que a prioridade deveria ser "assar um bolo" ao invés de dividi-lo, ou seja, o crescimento econômico tem precedência sobre a redistribuição de riqueza. Isso contrastava totalmente com o "modelo de Chongqing", geralmente associado a Bo Xilai, que sugere que a riqueza deve ser redistribuída de forma razoável primeiro, ou que a redistribuição de riqueza e o crescimento econômico podem ocorrer simultaneamente. As visões opostas de Wang e Bo sobre o que costumeiramente se chama da de "Teoria do Bolo" foram caracterizadas como uma divisão ideológica entre "esquerda e direita" cada vez mais aparente dentro da elite dominante da China.
Wang é frequentemente visto sorrindo em público e é conhecido por evitar a tintura de cabelo, ao contrário da maioria de seus colegas. Wang também é conhecido por fazer comentários improvisados e muitas vezes humorísticos em público. Como principal autoridade econômica representando a China no Diálogo Estratégico e Econômico EUA-China de 2013, Wang comparou a relação entre a China e os Estados Unidos com a de um casal. Em uma sessão com o secretário do Tesouro dos EUA, Jack Led, Wang observou: "Estou ciente de que os EUA permitem o casamento gay, mas não acho que Jacob e eu tenhamos tais intenções." Mais tarde, ele acrescentou que a China e os Estados Unidos não deveriam "escolher o caminho do divórcio", afirmando que "assim como o de Wendy Deng e Rupert Murdoch, é apenas muito caro".